# Martin Røymark
Martin Nikolai Røymark (* 10. November 1986 in Oslo) ist ein norwegischer Eishockeyspieler, der seit 2018 bei Vålerenga IF aus der Eliteserien unter Vertrag steht.

## Karriere
Martin Røymark begann seine Karriere als Eishockeyspieler in der Nachwuchsabteilung von Manglerud Star Ishockey, für dessen Profimannschaft er von 2002 bis 2004 in der GET-ligaen, der höchsten norwegischen Spielklasse, und nach deren Abstieg in der Saison 2004/05 in der zweitklassigen 1. divisjon aktiv war. Die folgenden vier Jahre verbrachte der Flügelspieler bei den Sparta Warriors in der GET-ligaen, ehe er kurz vor Ende der Saison 2008/09 vom Frölunda HC aus der schwedischen Elitserien verpflichtet wurde. Auch die folgende Spielzeit verbrachte er bei der Mannschaft aus Göteborg, für die er in eineinviertel Jahren insgesamt 65 Spiele bestritt, in denen er fünf Tore erzielte und vier Vorlagen gab. Zur Saison 2010/11 wechselte Røymark in die Elitserien zum Timrå IK. Nach zwei Saisons wurde er zum Färjestad BK transferiert. 
In der Saison 2016/17 stand Røymark in der finnischen Liiga bei Tappara auf dem Eis. Gleich in seiner ersten Saison in Finnland gewann er mit Tappara den Meistertitel. Im Anschluss an diese Spielzeit kehrte der Norweger in seine Heimat zurück und schloss sich Vålerenga IF an.

### International
Für Norwegen nahm Røymark im Juniorenbereich an der U18-Junioren-B-Weltmeisterschaft 2003 und der U18-Junioren-Weltmeisterschaft 2004 sowie der U20-Junioren-B-Weltmeisterschaft 2005 und der U20-Junioren-Weltmeisterschaft 2006 teil. Im Seniorenbereich stand er im Aufgebot seines Landes bei den A-Weltmeisterschaften 2008, 2009, 2010 und 2011 sowie bei den Olympischen Winterspielen 2010 in Vancouver und dem Qualifikationsturnier für diese.

## Erfolge und Auszeichnungen
- 2017 Finnischer Meister mit Tappara

### International
- 2003 Aufstieg in die Top-Division bei der U18-Junioren-Weltmeisterschaft der Division I
- 2005 Aufstieg in die Top-Division bei der U20-Junioren-Weltmeisterschaft der Division I

## Statistik
(Stand: Ende der Saison 2010/11)